# Mizuumi
Mizuumi é um pequeno romance do Prêmio Nobel japonês Yasunari Kawabata, publicado em 1954.

## Sumário
O livro conta a história de um antigo professor escolar chamado Gimpei Momoi. Iniciando em Karuizawa, o romance alterna o enredo entre um Momoi agora de meia-idade e memórias recorrentes de um lago de sua cidade natal, e suas interações com um várias mulheres, tais como a amante de um velho rico e uma estudante chamada Hisako.